# INWIT
Infrastrutture Wireless Italiane S.p.A. o, in forma abbreviata, INWIT S.p.A., è una società italiana che opera nel settore delle infrastrutture per le telecomunicazioni elettroniche.
Fondata nel 2015 da Telecom Italia, INWIT è quotata alla Borsa di Milano, dove dal 2020 è presente nell'indice principale del FTSE MIB. In fase di collocamento l'azienda ha raccolto 875,3 milioni di euro, con una capitalizzazione iniziale pari a circa 2,2 miliardi di euro.
La società ha una capitalizzazione di mercato di circa 9,5 miliardi di euro. 
Ha sede legale a Milano e sede operativa a Roma.

## Attività
INWIT è il principale operatore infrastrutturale per le telecomunicazioni wireless in Italia con oltre 23.000 torri dislocate sul territorio italiano e 6.900 remote units; in qualità di "host neutro" multi-operatore, mette a disposizione di tutti gli operatori di telefonia mobile presenti sul mercato italiano le infrastrutture che realizza e gestisce (torri condivise e polifunzionali, tralicci e pali), unitamente a sistemi distribuiti di antenne (DAS) per la copertura di zone interne ed esterne con una consistente richiesta di connettività, quali stadi, stazioni ferroviarie, aree concerti, borghi storici, alberghi e musei.
Al 2023, INWIT ha una media di 2.2 operatori coperti per torre installata.

## Storia

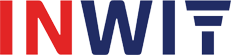
Logo di INWIT utilizzato dal 2015 al 2020

INWIT nasce il 14 gennaio 2015 ed è operativa dal 1º aprile 2015 a seguito dello spin-off del ramo "Tower" di Telecom Italia; designato quale soggetto incaricato della gestione operativa, monitoraggio e manutenzione di 11.519 torri e ripetitori del gruppo (per un valore di circa 1,4 miliardi di euro), nonché di curare i rapporti e le relazioni con i clienti.
Il 31 marzo 2020, grazie ad un accordo con Vodafone, è stata ultimata la fusione di Vodafone Towers Italia in INWIT.
È inclusa nel principale indice azionario italiano, il FTSE MIB. Con una capitalizzazione di circa 9 miliardi, INWIT è tra le prime venti società italiane per capitalizzazione in Borsa.
A partire dal 21 settembre 2020, l’azione di INWIT è stata inserita anche nell’indice azionario STOXX Europe 600, composto da 600 delle principali capitalizzazioni di mercato europee.

## Bilancio
INWIT ha confermato anche per il 2024 l'andamento di progressivo aumento del fatturato. I ricavi al 31 dicembre 2024 sono stati pari a 1,036 miliardi di euro. L'EBITDA è stato pari a 946,7 milioni di euro, mentre l’EBITDAAL (after leasing) si è attestato a 750,3 milioni di euro. Investimenti a 316 milioni di euro e utile netto a 353,8 milioni di euro.